# Pangolim-gigante
O pangolim-gigante (Manis gigantea) é um mamífero folidoto da família dos manídeos.